# Временски оквир промена на крају живота
Временски оквир промена на крају живота  јединствено је искуство за све, јер пацијенти могу померити ову временску линију на крају живота другачијим темпом од очекиваног. Иако је на овој страници на основу досадашњих сазнања наведена  временска линија за промене на крају живота, она не одговара баш ономе што умирућа особа  или њој вољена особа доживљава. У том смислу овај временски оквир треба схватити као користан водич да би свако од нас сазнао шта се обично дешава у овим временима, тако да неговатељи могу боље подржати своје вољене током њихових последњих дана.

## Временски оквир

### Један до три месеца пре смрти
- смањен апетит и жеља за храном,
- повећана жеља за спавањем,
- повлачење од људи и околине (амбивалентност према људима или околини)
- појачан бол и мучнина,
- повећан ризик од инфекција
- приметан губитак тежине
- пацијенти могу постати повученији, мање активни, мање комуникативни и можда чак и више интроспективни током овог времена.

### Једна до две недеље пре смрти
- све дужи интервали спавања
- конфузија
- немир
- искуства слична визији
- промена телесне температуре, дисања, пулса и крвног притиска
- загушења
- одбијање уноса хране

Није неуобичајено да пацијенти у овој фази доживе потешкоће у узимању оралних лекова или хидратацији. Пацијентима такође може недостајати воље или енергије да устану из кревета.

### Дани или сати пре смрти
- налет енергије
- смањен крвни притисак
- стаклене, сузне очи
- полуотворене очи
- неправилно дисање
- повећан немир
- хладна, љубичаста, флекаста стопала и руке
- слаб пулс
- смањено излучивање умокраће

Током овог периода, такође могу се приметити промене боје коже, посебно на рукама и стопалима, и појава флека и мрља. 

### Минути пре смрти
- дисање у виду дахтања,
- очи и уста су отворени,
- отсуство буђења

Немогуће је предвидети тачно време смрти, јер умирање може потрајати сатима или чак данима. Завршне фазе временске линије на крају животног века могу бити тешке. Пацијенти треба да буду што удобније смештени, а окружење треба да буде мирно и добро осветљено. Појединци могу бити у распону од нереаговања до луцидности, од бистре главе до збуњености и могу бити склони халуцинацијама. Ово су све могуће реакције на крај живота . 

## Напомена
Умирање може потрајати сатима или данима. Нико не може предвидети време смрти, чак и ако особа показује типичне знаке и симптоме на крају живота. Ово понекад може изазвати умор и конфузију. Па иако смо можда спремни за процес умирања, можда нисмо адекватно спремни за стварни тренутак смрти. У том смислу умирућој особи и њего вој породици било би од помоћи да разговарају о томе шта би требало радити у том тренутку.